# إتش ماريون ستيفنز
إتش ماريون ستيفنز (بالإنجليزية: H. Marion Stephens)‏ هي كاتِبة وشاعرة وممثلة أمريكية، ولدت في 3 يوليو 1823، وتوفيت في 1858.